# De Bruuk
De Bruuk is een buurtschap en natuurgebied van ca 100 ha tussen Breedeweg en De Horst in de gemeente Berg en Dal (Nederlandse provincie Gelderland) aan de grens met Duitsland.
De Bruuk is een moerasgebied dat wordt gevoed door kwelwater uit de omliggende heuvels. Het bestaat voor een deel uit blauwgrasland en is daarom beschermd als Natura 2000-gebied. Het gebied is eigendom van Staatsbosbeheer en particulieren. De Leigraaf loopt door het gebied.